# Дорілай Молодший
Дорілай Молодший (*д/н — бл. 74 до н. е.) — військовий діяч Понтійського царства за правління царя Мітрідата VI Евпатора.

## Життєпис
Походив з Аміса. Син Філейтара. Ймовірно, долучився до військової справи під орудою свого стрийка Дорілая Старшого, впливового військовика часів понтійського царя Мітрідата V Евергета. Згодом здобув вплив при дворі царя Мітрідата VI Евпатора, ставши «начальником кинджалу» (особистої охорони царя).
За пропозицією Дорілая Молодшого, до Понту було дозволено повернутися його стриєчним братам Лагету і Стратарху (прадіду по материнській лінії Страбона) і сестрі, дітям Дорілая Старшого. Брав участь у всіх військових походах, що передували Першій Мітрідатовій війні на посаді «секретаря вищого командування» (на кшталт начальника генерального штабу або військового міністра). Перед війною з Римом став верховним жерцем храму в Комані.
Забезпечував переміщення військ Понту з Малої Азії на Балкани під час Першої Мітрідатової війни. У 85 році до н. е. з потужним військом висадився в халкидиці, де з'єднався з Архелаєм. Потім обидва понтійських військовики виступили проти римлян під орудою Луція Корнелія Сулли. Втім у запеклій 2-денній битві біля Орхомену понтійці зазнали нищівної поразки. Але Дорілай Молодшим зміг врятуватися. Можливо, згодом був повинен у падінні Архелая при понтійському дворі.
Зберігав милість царя до початку Третьої мітрідатової війни. Втім відчув неспроможність Мітрідата VI Риму. Тому влаштував змову з метою повалення царя, але Дорілая було викрито й разом з братом Тібієм й небожем Теофілом страчено.